# لوزی‌ماهی

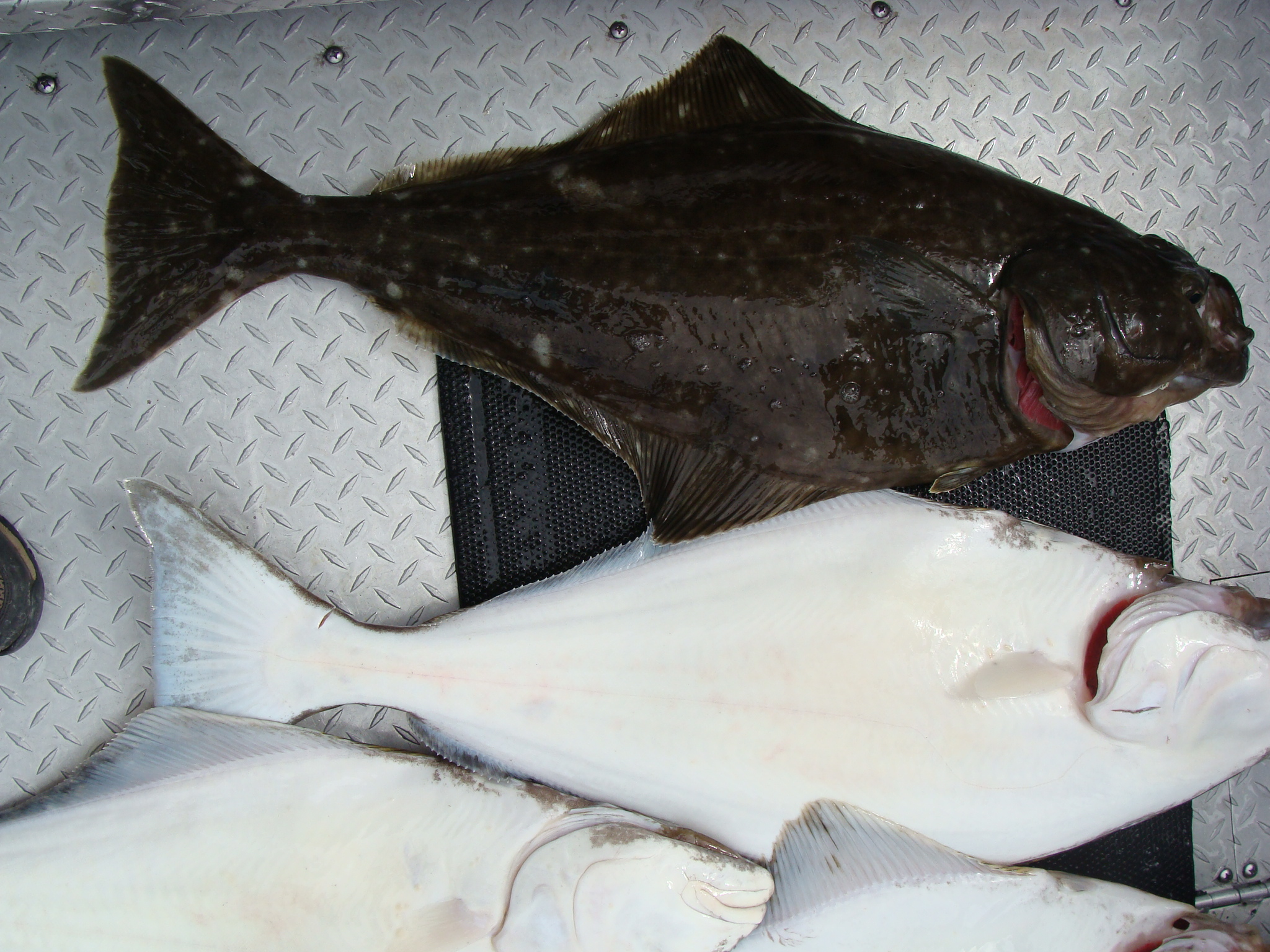
front & back of halibut

لوزی‌ماهی یا هلیبوت (به انگلیسی: Halibut) نوعی ماهی از خانواده Pleuronectidae است. هلیبوت و یا همان لوزی‌ماهی‌ها در اقیانوس اطلس شمالی و اقیانوس آرام شمالی زندگی می‌کنند و گوشت آن‌ها خوش‌خوراک است. .
یک طرف بدن این ماهی قهوه ای رنگ است و طرف دیگر که در زیر قرار می‌گیرد سفید است. تفاوت آن با سایر کفشک ماهیان دهان بزرگ آن است که تا پشت چشم کشیده شده همچنین دارای باله پشتی  قوز دار و خط جانبی لبه دار است .ماهی هالیبوت بر خلاف شکل ظاهری یکی از پر طرفدارترین ماهی‌ها است دارای گوشتی سفید، فوق العاده خوش مزه و بدون خار است. ماهی هالیبوت از ماهیان مهم تجاری محسوب شده و بیشتر بر روی بسترهای شنی و گلی تا عمق 100 متر یافت می¬شود.این ماهی در اندازه‌های مختلفی یافت می‌شود و رکورد صید آن در سال 2013 در سواحل نروژ و اندازه 85. فوت و وزن 8.5 پوند می‌باشد .